# Videhakvecklare
Videhakvecklare (Gypsonoma nitidulana) är en fjärilsart som först beskrevs av Friederike Lienig och Philipp Christoph Zeller 1846.  Videhakvecklare ingår i släktet Gypsonoma, och familjen vecklare. Arten är reproducerande i Sverige.